# Románd
Románd è un comune di 324 abitanti situato nella contea di Győr-Moson-Sopron, nell'Ungheria nordoccidentale.